# Richard Bremmer

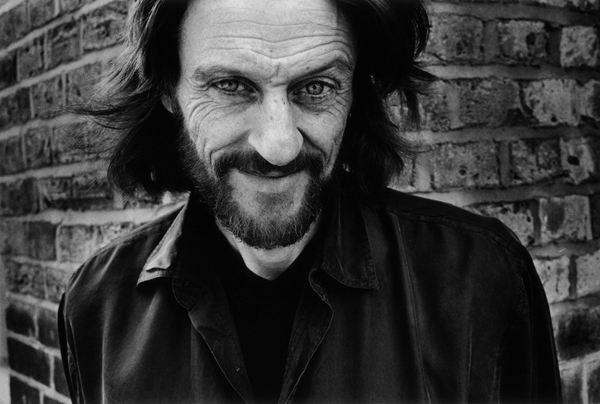
Fotografia de Richard Bremmer.

Richard Bremmer (Warwickshire, 27 de janeiro de 1953) é um ator inglês.

## Carreira
- 1981 - Juliet Bravo (Thomas Briggs)
- 1982 - Made in Britain
- 1982 - Couples and Robbers
- 1984 - Miracles Take Longer
- 1986 - Zastrozzi: A Romance
- 1993 - The Scarlet and the Black
- 1997 - Richard II (Henry Bolingbroke)
- 1997 - Sharpe's Justice (Arnold)
- 1997 - The Girl with Brains in Her Feet
- 1998 - Crime and Punishment
- 1999 - Pianoman
- 1999 - Peak Practice (Nick Bowman)
- 1999 - The 13th Warrior
- 1999 - Onegin
- 2001 - Just Visiting (King Henry)
- 2001 - Harry Potter and the Philosopher's Stone (Lord Voldemort)
- 2002 - Chasm (Delivery Man)
- 2002 - Half Past Dead (Sonny Eckvall)
- 2003 - Shanghai Knights
- 2003 - To Kill a King (Abraham)
- 2003 - The Order
- 2003 - Charles II: The Power & the Passion (Solomon Eccles)
- 2004 - Ripper 2: Letter from Within (Dr. Samuel Wiesser)
- 2004 - Dunkirk
- 2004 - Coronation Street (Malcolm Phillips)
- 2004 - Vipère au poing (Abbé Traquet)
- 2004 - Casualty (Willie Molloy)
- 2004 - The Aryan Couple
- 2005 - Dead Man Weds (Mad Kenny)
- 2005 - A Higher Agency (Mr. Sykes)
- 2006 - Marple: Sleeping Murder (Mr. Sims)
- 2006 - Doctors (Tel Groves)